# Otaląż
Otaląż – wieś w Polsce położona w województwie mazowieckim, w powiecie grójeckim, w gminie Mogielnica. Wieś od założenia nie była własnością żadnego z okolicznych szlachciców. Po pożarze w 1924 roku, gdy stara wieś spłonęła niemal doszczętnie, rozlokowano domostwa w obecnym miejscu w rozproszonym (wiejskim) modelu urbanistycznym. Obecnie wieś Otaląż liczy 342 mieszkańców.
W latach 1975–1998 miejscowość administracyjnie należała do województwa radomskiego.